# أوليفيا أوبريا
أوليفيا أوبريا (بالرومانية: Olivia Oprea) هي لاعبة كرة قدم رومانية، ولدت في 19 مارس 1987 في ترجوفيشت في رومانيا. شاركت مع منتخب رومانيا لكرة القدم للسيدات. أما مع النوادي، فقد لعبت مع Amazones Dramas ‏.

## وصلات خارجية
- أوليفيا أوبريا على موقع الاتحاد الدولي (مؤرشف)  (الإنجليزية)
- أوليفيا أوبريا على موقع الاتحاد الأوربي (الإنجليزية)
- أوليفيا أوبريا على موقع قاعدة بيانات كرة القدم.إي يو (الإنجليزية)
- أوليفيا أوبريا على موقع عالم كرة القدم.نت (الإنجليزية)